# BloomZ
株式会社BloomZ（ブルームズ）は、日本の声優プロダクション、音響制作会社。サイバーステップ株式会社の子会社。声優の荒浪和沙が代表を務める。

## 沿革
- 2017年10月17日 - キャトルステラを同年9月末に退所した荒浪和沙が中心となり[注 1]設立[1]。
- 2017年10月21日 - 初の所属声優として、荒浪和沙の他、同じくキャトルステラを同時期に退所した松井明知、結城光、永恵由彩の計4名が加入[1]。
- 2017年11月13日 - 初の音響制作事業として、テレビアニメ『gdメン』の劇伴制作参加を発表（放送は2018年1月 - 3月）[1]。
- 2018年2月19日 - スペルバウンドと同じ所在地であった新宿区四谷から、新宿区西新宿に移転[5]。
- 2018年9月 - 声優プロダクションのジャストプロ、クロコダイルと合同で「三社合同 声優☆所属オーディション」を実施[2][6]。以降も三社合同での声優オーディションを開催している。
- 2019年6月1日 - 西新宿内の別住所に移転。
- 2020年6月1日 - 新宿区西新宿から港区赤坂に移転。
- 2024年7月23日 - BloomZ Inc.がNASDAQ Capital Marketに上場[7]

## 所属者
※2025年5月現在

### 所属タレント
女性
- 梨木うき
- 寺島美優
- 北元杏奈
- 萱沼千穂[8][9][10]

男性
- 志村貴博
- 須嵜成幸
- 楠賢将
- 大久保貴
- 石川佳典
- 森山侑

#### 準所属タレント
女性
- 新崎める
- 澁谷ゆうこ[11]
- 綾森千夏

男性
- 稲葉和彦
- 橋本愛仁
- 島津ひかる
- 藤本丈

#### 預かりタレント
女性
- 折戸科美
- 春乃ふたば
- 凪咲玲南
- 舞空美羽
- 新木涼音
- 赤倉澪
- 小倉夏穂
- 雛守ひな
- 双葉美結
- 八音芽桜
- 若葉琴音
- 渕江渚月
- 飯田江未加
- 千住奈都美
- 戸叶菫
- 原ちなみ
- 髙橋恋
- 春内涼花
- 呉村かりん
- 永見愛夏

男性
- 柳田薫人
- 坂岡宏樹
- 帯谷俊太郎
- 山口尚輝[12]
- 神崎士龍[13]
- 平野翔海
- 成瀨健作
- 上野南斗
- 月﨑遼輝
- 伊藤響
- 岩垣正弘
- 鎌田一優

## かつて所属していたタレント
- 荒浪和沙（タレントとしては所属せず、代表職を継続）
- 松井明知
- 中山真吾
- ながえゆあ（旧芸名：永恵由彩、現所属：オフィスアネモネ預かり）
- 大野貴史（現所属：フラクタルスタジオ）
- 桜咲千依（業務提携）
- やまかわともみ（旧芸名：山川朋美、現所属：maximum）
- 大城芽唯（引退）[14]
- 宮﨑沙菜
- 結城光
- 立川みくの（業務提携）
- 榎あづさ [15][16][17]

## 音響制作

### アニメ
- gdメン（2018年）
- 女子かう生（2019年）
- 終末のハーレム（2022年）

### ゲーム
- 三国覇王戦記〜乱世の系譜〜（2018年） - キャスティングも協力
- 暁のブレイカーズ（2018年）
- 天地の如く 激乱の三国志（2019年）

### 映画
- スコーピオン・キング5（英語版）（2019年） - キャスティングも協力
- ドント・スリープ  蘇る悪夢（2019年）
- コルボッコロ（2019年）

## その他協力

### アニメ
- 邪神ちゃんドロップキック - 製作委員会協力
- 奴隷区 The Animation（2019年） - 製作委員会協力
- 名湯『異世界の湯』開拓記 〜アラフォー温泉マニアの転生先は、のんびり温泉天国でした〜（2024年） - アニメーション制作
- かくして!マキナさん!!（2025年） - アニメーション制作[18]

### ゲーム
- ブラウンストーリーズ（2019年） - ディレクション